# Kolonia Grabostów
Kolonia Grabostów – wieś w Polsce położona w województwie łódzkim, w powiecie bełchatowskim, w gminie Zelów.
Miejscowość wchodzi w skład sołectwa Grabostów.
W latach 1975–1998 miejscowość należała administracyjnie do województwa piotrkowskiego.